# Établissement rural de Kouganavolok
L'établissement rural de Kouganavolok (en russe : Кугана́волокское се́льское поселе́ние) est une entité municipale de Russie formée en 2006, du raïon de Poudoj dans la république de Carélie. Son siège administratif est le hameau de Kouganavolok.

## Géographie
L'établissement rural se situe dans le raïon de Poudoj, un des raïons de la république de Carélie,,,,. Le raïon et la république se trouvent dans le nord de la Russie européenne.
La municipalité de Kuganavolok a une superficie de 2 381,2 km2.
Kuganavolok est bordée au nord-est et à l'est par l'oblast d'Arkhangelsk, au sud par  Kubovo du raïon de Poudoj, au sud-ouest par Avdejevo et à l'ouest par Pälmä.
Kuganavolok est arrosé par les rivières Ileksa, Vodla et Vama. Une grande partie du territoire est occupé par le parc national de Vodlozero.

## Population
Recensements (*) et estimations de la population,:
| 2010* | 2021* | 2023 | - |
| ----- | ----- | ---- | - |
| 384   | 288   | 278  | - |

## Localités
L'établissement rural compte 9 localités,,,.
| Nom              | Nom russe       | Statut | Population (2013) |
| ---------------- | --------------- | ------ | ----------------- |
| Bostilovo        | Бостилово       | hameau | 10                |
| Vamskaïa Plotina | Вамская Плотина | hameau | 2                 |
| Kanzanavolok     | Канзанаволок    | hameau | 1                 |
| Kevassalma       | Кевасалма       | hameau | 8                 |
| Kolgostrov       | Колгостров      | hameau | 0                 |
| Koskosalma       | Коскосалма      | hameau | 0                 |
| Kouganavolok     | Куганаволок     | hameau | 337               |
| Pelgostrov       | Пелгостров      | hameau | 0                 |
| Tchouïala        | Чуяла           | hameau | 0                 |